# Douglas Starnley Ferreira
Douglas Starnley Ferreira, auch einfach nur Douglas, (* 11. Februar 1993 in Nova Era) ist ein brasilianischer Fußballspieler.

## Karriere
Das Fußballspielen erlernte Douglas in der Jugendmannschaft von Grêmio Porto Alegre in Porto Alegre. Bis 2014 spielte er für den brasilianischen Klub ACEC Baraúnas und bestritt dort acht Spiele (kein Tor) in der Potiguar. Von dort wechselte er zur Apertura 2014 nach Uruguay zum Erstligaaufsteiger Club Atlético Atenas. Allerdings wird auch Grêmio Porto Alegre als abgebender Verein genannt. In der Saison 2014/15 wurde er bei dem Verein aus San Carlos 13-mal (ein Tor) in der Primera División eingesetzt. 2015 ging er wieder in seine Heimat und schloss sich dem SERC Brasil aus Farroupilha an. Ein Jahr später wechselte er zu EC Pelotas nach Pelotas. Im September 2017 verließ er Brasilien und ging nach Moldawien, wo er sich Zimbru Chișinău anschloss. Der Verein aus Chișinău spielte in der höchsten Liga des Landes, der Divizia Națională. Nach nur vier Monaten wechselte er nach Dänemark. Hier unterschrieb er einen Vertrag bei dem in der ersten Liga, der Superliga, spielenden FC Helsingør in Helsingør. Für den Club stand er 44 Mal auf dem Spielfeld und erzielte dabei acht Tore. Im September 2019 wurde sein Vertrag nicht verlängert. Bis Januar 2020 war er vertrags- und vereinslos. 2020 ging er nach Asien. Hier nahm ihn der thailändische Club Lampang FC aus Lampang unter Vertrag. Der Verein spielt in der zweiten Liga des Landes, der Thai League 2. Für Lampang absolvierte er 16 Zweitligaspiele und schoss dabei fünf Tore. Anfang Januar 2021 wechselte er zum Ligakonkurrenten Nongbua Pitchaya FC nach Nong Bua Lamphu. Im März 2021 feierte er mit Nongbua die Zweitligameisterschaft und den Aufstieg in die erste Liga. Nach dem Aufstieg verließ er Nongbua und schloss sich zur Saison 2021/22 dem Zweitligaaufsteiger Raj-Pracha FC an. Nach 14 Spielen, in denen er zwei Tore erzielte, wechselte er zur Rückrunde im Januar 2022 zum Ligakonkurrenten Customs Ladkrabang United FC. Für die Customs bestritt er 16 Zweitligaspiele. Nach der Saison wurde sein Vertrag nicht verlängert. Von Juni 2022 bis Dezember 2022 war er vertrags- und vereinslos. Im Januar 2023 zog es ihn nach Vietnam, wo er einen Vertrag beim Erstligisten Khánh Hòa FC in Nha Trang unterschrieb. Nach zwei Erstligaspielen wurde sein Vertrag Mitte Februar 2023 wieder aufgelöst. Anfang August 2023 kehrte er nach Thailand zurück. Hier schloss er sich dem Drittligaaufsteiger PT Satun FC an. Mit dem Verein aus Satun spielte er 19-mal in der Southern Region der Liga. Im August 2024 wechselte er in die North/Eastern Region. Hier schloss er sich dem Maejo United FC an. Am Ende der Saison 2024/25 feierte er mit dem Verein die Meisterschaft der Region.

## Erfolge
Nongbua Pitchaya FC
- Thailändischer Zweitligameister: 2020/21  ▲

Maejo United FC
- Thai League 3 – North: 2024/25